# Historia i bibliografia rozumowana bizantynologii polskiej 1800–1998
Historia i bibliografia rozumowana bizantynologii polskiej 1800–1998 – dwutomowa publikacja autorstwa Waldemara Cerana. Obejmuje wszystkie prace z tej dziedziny napisane: w języku polskim, prace polskich naukowców w językach obcych wydane w kraju i zagranicą oraz prace autorów obcych opublikowane w języku polskim bądź w językach obcych w Polsce.  
Bibliografia obejmuje też przekłady i wydania literatury bizantyńskiej w Polsce. Układ bibliografii jest podobny do układu międzynarodowej bibliografii bizantynologicznej publikowanej w czasopiśmie "Byzantinoslavica". Publikacje zawarte są w 18 działach tematycznych. Oprócz historii polskiej bizantynologii praca zawiera krótkie omówienie 4765 prac. 